# Ледорез (судно)

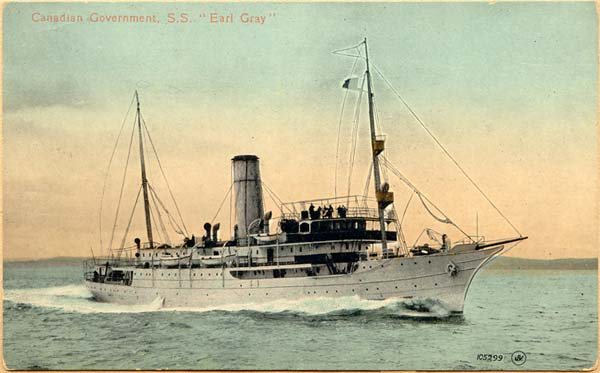
Ледорез ￼"Earl Gray", 1909 год

Ледорез — класс морских судов ледового плавания, существовавший в конце XIX — начале XX века. В отличие от ледоколов, преодоление льда осуществлялось путём разрезания и расталкивания ледовых масс узким и длинным корпусом.
При ударе кромка форштевня создает внутренние напряжения во льдах, которые при условии длительности приложенного усилия, могут разрушить лед, обломки которого затем будет раздвинуты корпусом судна. Ледокол действует схожим образом, разрушая лед при постоянном движении со скоростью 2 узла, но при встрече с тяжелым льдом скошенная форма штевня приводит к подъему носа ледокола из воды и раскалыванию льда массой судна, что и дало названию типа.
У ледорезов были самые разнообразные назначения: среди них имелись грузовые, пассажирские, грузопассажирские, служебные, вспомогательные, буксирные и т. д. Форма корпуса этого класса судов характеризовалась острой носовой частью, отсутствием чётко выраженного подъёма у форштевня и кормовой оконечности, большим отношением длины к ширине (примерно 5—6), прочной конструкцией и мощными двигателями.
В 1934 году советский ледорез «Фёдор Литке» 1909 года постройки впервые совершил сквозное плавание Северным морским путём за одну навигацию.